# Звездин, Иван Аникеевич
Иван Аникеевич Звездин (1912, Второй Донской округ, область Войска Донского — 22 октября 1943) — капитан Рабоче-крестьянской Красной Армии, участник Великой Отечественной войны, Герой Советского Союза (1944).

## Биография
Родился в 1912 году на хуторе Бирючий Есауловской станицы Второго Донского округа Области Войска Донского.
В 1932 году был призван на службу в Рабоче-крестьянскую Красную Армию. Участвовал в боях на озере Хасан и советско-финской войне. Окончил курсы младших лейтенантов и три курса Военной академии связи.
С августа 1941 года — на фронтах Великой Отечественной войны. К сентябрю 1943 года гвардии капитан Иван Звездин командовал батальоном 280-го гвардейского стрелкового полка 92-й гвардейской стрелковой дивизии 37-й армии Степного фронта. Отличился во время битвы за Днепр.
В конце сентября — начале октября 1943 года переправился через Днепр в районе села Дериевка Онуфриевского района Кировоградской области Украинской ССР и во главе своего батальона активно участвовал в захвате и удержании плацдарма на его западном берегу. 22 октября 1943 года погиб в бою. Похоронен в братской могиле в посёлке Вишнёвое (Пятихатский район Днепропетровской области, Украина).
Указом Президиума Верховного Совета СССР «О присвоении звания Героя Советского Союза офицерскому, сержантскому и рядовому составу Красной Армии» от 22 февраля 1944 года за «образцовое выполнение боевых заданий командования при форсировании реки Днепр, развитие боевых успехов на правом берегу реки и проявленные при этом отвагу и геройство» был удостоен звания Героя Советского Союза посмертно. Также был награждён орденами Ленина и Красного Знамени.

## Память
Именем И. А. Звездина названы улицы в Вишнёвом и Волгограде.
В 2010 году в Суровикино установлен бюст И. А. Звездина.